# Aonidiella rex
Aonidiella rex är en insektsart som beskrevs av Alfred Serge Balachowsky 1954. Aonidiella rex ingår i släktet Aonidiella och familjen pansarsköldlöss.
Artens utbredningsområde är Kongo-Kinshasa. Inga underarter finns listade i Catalogue of Life.